# Samuel Porter, Baron Porter
Samuel Lowry Porter, Baron Porter, GBE, Kt, PC (* 7. Februar 1877; † 13. Februar 1956) war ein britischer Jurist, der zuletzt als Lord of Appeal in Ordinary aufgrund des Appellate Jurisdiction Act 1876 als Life Peer auch Mitglied des House of Lords war. 

## Leben
Nach dem Schulbesuch absolvierte Porter ein Studium der Rechtswissenschaften und erhielt 1905 die anwaltliche Zulassung bei der Rechtsanwaltskammer (Inns of Court) von Inner Temple, woraufhin er eine Tätigkeit als Barrister aufnahm. Während des Ersten Weltkrieges diente er in der British Army und wurde zuletzt zum Hauptmann befördert sowie Member des Order of the British Empire. Nach Kriegsende nahm er seine Tätigkeit als Barrister wieder auf und wurde zwanzig Jahre nach seiner anwaltlichen Zulassung 1925 zum Kronanwalt (King’s Counsel) ernannt.
1928 wechselte Porter in den richterlichen Dienst und war zunächst Recorder (Stadtrichter) von Newcastle-under-Lyme sowie anschließend zwischen 1932 und 1934 Recorder von Walsall. 1934 erfolgte seine Berufung zum Richter der Kammer für Zivilsachen (King’s Bench Division) an dem für England und Wales zuständigen  High Court of Justice und bekleidete dieses Richteramt bis 1938. Zugleich wurde er 1934 zum Knight Bachelor geschlagen und führte seither den Namenszusatz „Sir“.
Zuletzt wurde Porter durch ein Letters Patent vom 28. März 1938 aufgrund des Appellate Jurisdiction Act 1876 als Baron Porter, of Longfield in the County of Tyrone, zum Life Peer erhoben und dadurch Mitglied des House of Lords. Er wirkte bis zu seinem Rücktritt am 14. Oktober 1954 als Lordrichter (Lord of Appeal in Ordinary). Lord Porter, der 1938 auch Privy Councillor wurde, wurde 1951 zum Knight Grand Cross des Order of the British Empire erhoben.

## Veröffentlichungen
- The Education bill of 1906, an analysis, and a brief survey of the education question from 1870, 1907.